# Invisibles (série documentaire)
Les Travailleurs du clic
Pour les articles homonymes, voir Invisibles.
Invisibles, sous-titré Les Travailleurs du clic, est une série web-documentaire française en quatre épisodes réalisée par Henri Poulain et diffusée depuis le 12 février 2020 sur le site internet France.tv Slash. La série décrit le quotidien des travailleurs du clic, des individus travaillant partout dans le monde pour le compte des géants du web en effectuant des tâches répétitives faiblement rémunérées.

## Épisodes

### Épisode 1:Roulez jeunesse
L'épisode décrit le quotidien de livreurs travaillant pour le compte de la société Uber Eats, laquelle leur réserve un « traitement indigne » selon Télérama,.

### Épisode 2:Micro-travailler plus pour micro-gagner moins
L'épisode décrit le quotidien d'une Française, travaillant pour le compte de Google, qui réalise des micro-tâches dans le but de perfectionner l'algorithme de recherche. On suit également une femme malgache, travaillant pour le compte de Disneyland Paris et dont le métier consiste à répondre aux demandes des clients de l'entreprise sur les réseaux sociaux pour un salaire mensuel de 200 €.

### Épisode 4:Au-delà du clic
Le dernier épisode fait intervenir le sociologue Antonio Casilli et « évoque les résistances qui, peu à peu, se mettent en place sur le terrain », écrit Télérama.

## Critiques
Pour le site l'ADN, ce documentaire « change la donne » en dévoilant le « quotidien de ces travailleurs de l'ombre ».
Pour Uzbek et Rica, ce documentaire « donne enfin la parole aux travailleurs du clic ».